# كتيلة

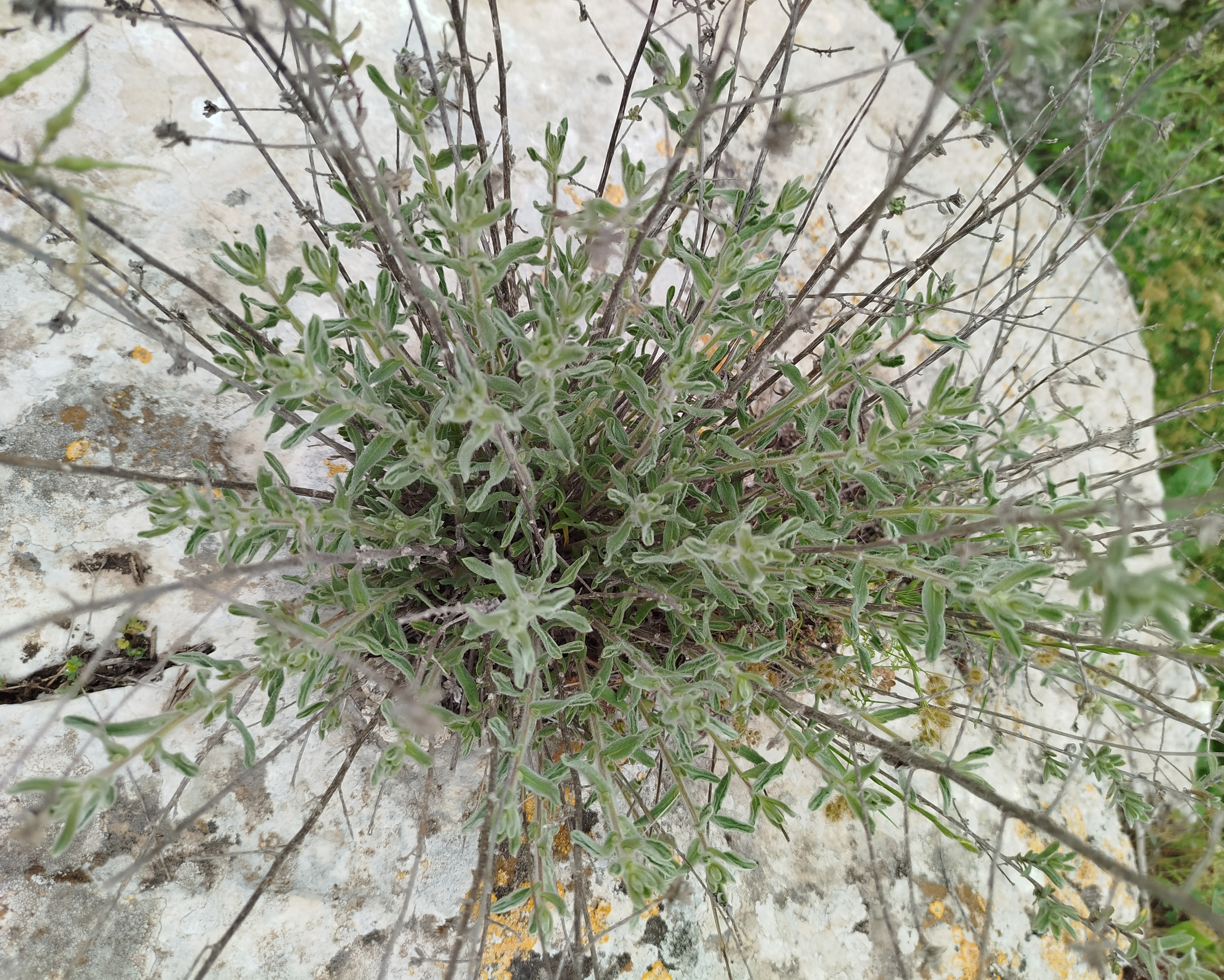
نبات كتيلة، فلسطين

الكتيلة (الاسم العلمي: Chiliadenus) هي جنس من النباتات تتبع الفصيلة النجمية من رتبة النجميات.

## أنواع الكتيلة
- كتيلة أطلسية صحراوية
- كتيلة بيضاء
- كتيلة جبلية
- كتيلة حريرية
- كتيلة صخرية
- كتيلة غربية
- كتيلة غروية
- كتيلة بوكونية
- كتيلة زفرية
- كتيلة صقلية